# Mauricio Del Castillo
Mauricio Jordan Del Castillo (Avellaneda, Buenos Aires, Argentina, 10 de marzo de 1996) es un futbolista argentino.

## Trayectoria

### Clubes
| Club                   | País      | Año         | PJ | Goles |
| ---------------------- | --------- | ----------- | -- | ----- |
| Deportivo Morón        | Argentina | 2016 - 2017 | 6  | 0     |
| Sarmiento (J)          | Argentina | 2017        | 0  | 0     |
| Defensores de Belgrano | Argentina | 2018        | 2  | 0     |
| Tristán Suárez         | Argentina | 2019 - 2020 | 1  | 0     |
| Independiente          | Argentina | 2020 - 2022 | 1  | 0     |

## Selección nacional
Disputó el Campeonato Sudamericano de Fútbol Sub-17 de 2013 con la selección de Argentina.

## Vida privada
Es hermano de los también futbolistas Sergio Agüero y Gastón Del Castillo.